# Jardinets de Gràcia
Els Jardinets de Gràcia, oficialment de Salvador Espriu, es troben al final del Passeig de Gràcia, just abans de començar el carrer Gran de Gràcia de Barcelona.

## Història i descripció
Foren projectats per l'arquitecte paisatgista Nicolau Maria Rubió i Tudurí (aleshores director de Parcs i Jardins) com a part de les obres d'ornat de la ciutat que es van fer amb motiu de l'Exposició Internacional de Barcelona (1929). El 1991, van rebre el nom de Jardinets de Salvador Espriu perquè el poeta vivia al davant, a la casa Fuster.
Tenen forma rectangular i la seva part central està ocupada per uns llargs parterres de gespa envoltats per una vintena de plataners en filera. Hi ha una font amb brolladors d'aigua. Per a la seva inauguració s'hi va col·locar la Font de l'Aurora, un grup escultòric situat sobre un estany, obra de Joan Borrell i Nicolau. Constava d'una figura central, Minerva, dreta dalt d'una barca, que subjectava dues bigues (carros de dos cavalls), una dirigida al Sol (Hèlios) i l'altra a la Lluna (Selene), amb dues nimfes als seus peus i unes columnes rematades per àguiles. En aquella època, l'obra no va agradar als veïns perquè es va posar de cara a l'Avinguda Diagonal i per tant, donava l'esquena al barri de Gràcia. L'any 1931 va ser desmuntada i al llarg del temps algunes peces es van anar posant separadament en altres llocs de Barcelona: un dels carros, el d'Hèlios, l'any 1934 va anar a parar al Turó Park —l'altre va ser fos; una de les nimfes, coneguda com a Nimfa que es pentina, es va posar el 1968 a la Plaça Joaquim Folguera; les àguiles van anar al Zoo de Barcelona el 1969; la figura de Minerva al passeig de Santa Madrona, a Montjuïc, el 2003, i la de Selene el 2014 a l'Avinguda de Vallcarca.
Posteriorment, s'hi han anat col·locant diverses obres d'art públic: 
- L'Empordà. Nova oda a Barcelona (1961), d'Ernest Maragall i Noble, una escultura de marbre amb dues figures de dona assegudes, l'una nua i l'altra vestida amb vels, d'estil clàssic. Està dedicada al poeta Joan Maragall, pare de l'escultor, i hi ha inscrits uns versos seus, d'un poema de Oda nova a Barcelona: «Les muntanyes i el mar immens, si el món ja és tan formós, Senyor». L'escultura s'hi va instal·lar l'any 1961, centenari del poeta, però havent rebut crítiques d'alguns que hi veien una mostra de lesbianisme uns anys més tard es va traslladar al Parc de Cervantes, tanmateix, el 1985 es va tornar a posar als jardinets de Gràcia a instàncies del batlle Pasqual Maragall, nebot de l'escultor.[3]
- La Lectura. A Pompeu Fabra (1948), de Josep Clarà, un conjunt dedicat al filòleg Pompeu Fabra compost per la inscripció Barcelona a Pompeu Fabra i un relleu de marbre blanc amb la figura d'una dona que llegeix. S'hi va posar el 1993, pel 125è aniversari del naixement de Pompeu Fabra, amb una instal·lació de l'arquitecta municipal de Barcelona Anna Ribas.[4]
- Solc. A Salvador Espriu (2014), de Frederic Amat, una obra excavada a terra amb un solc de 17 m de llargada amb forma d'obelisc, fet de formigó i envoltat de gespa. El monument inclou una placa que diu: «Brilla, dins l'únic coneixement del negre, l'or del meu somni».[5]

## Galeria

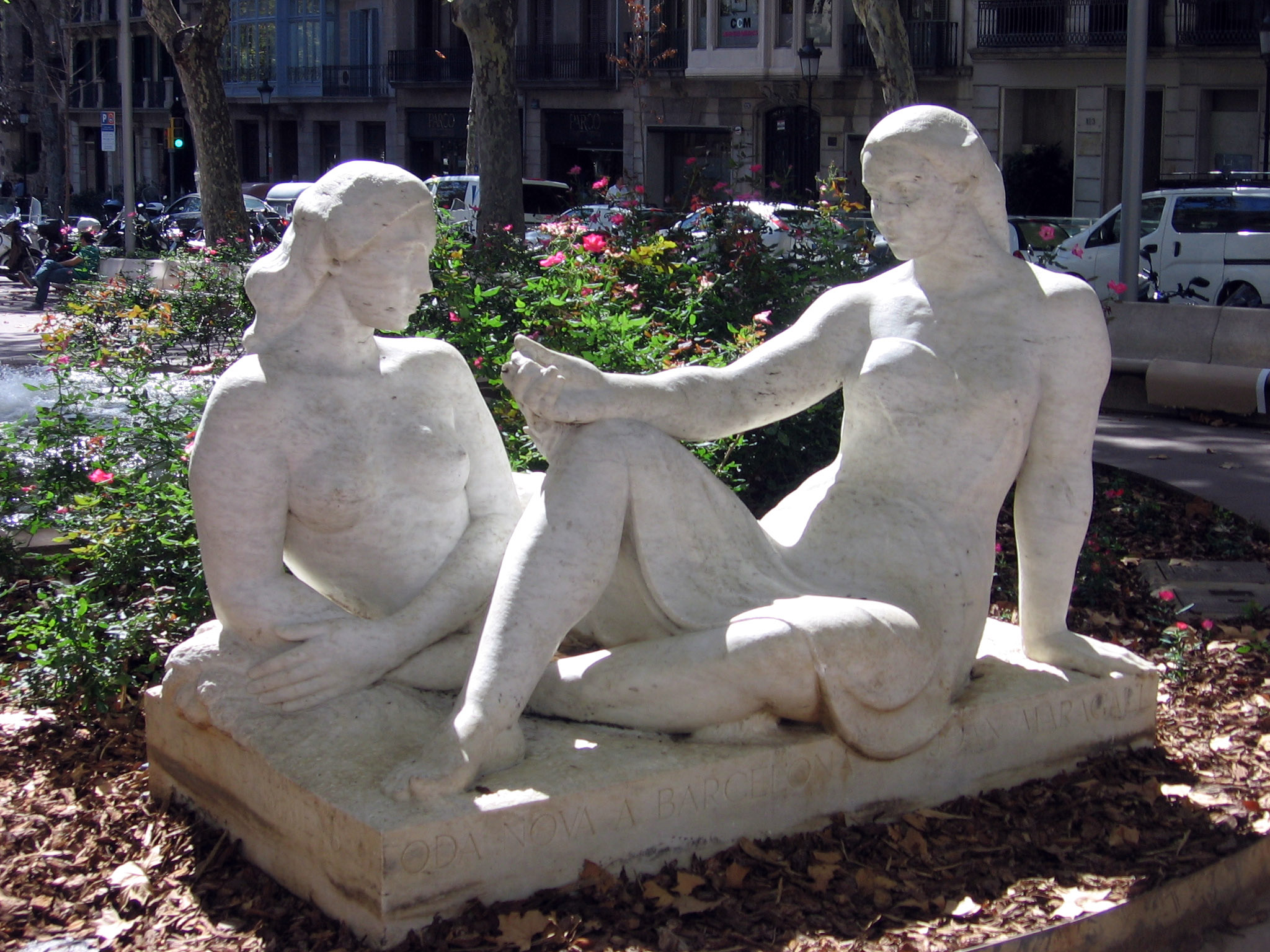
L'Empordà. Nova oda a Barcelona (1961), d'Ernest Maragall i Noble
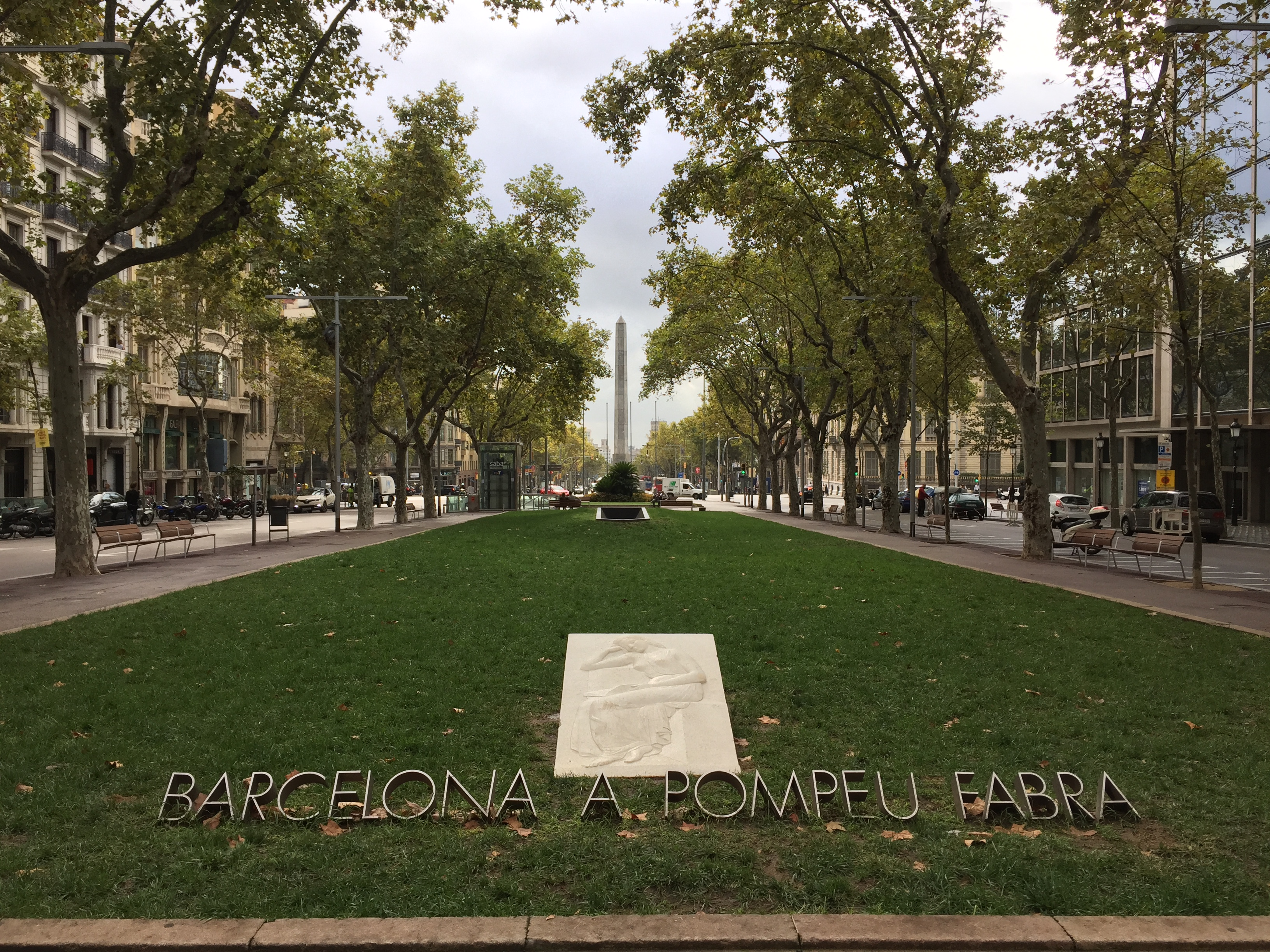
La Lectura. A Pompeu Fabra (1948), de Josep Clarà
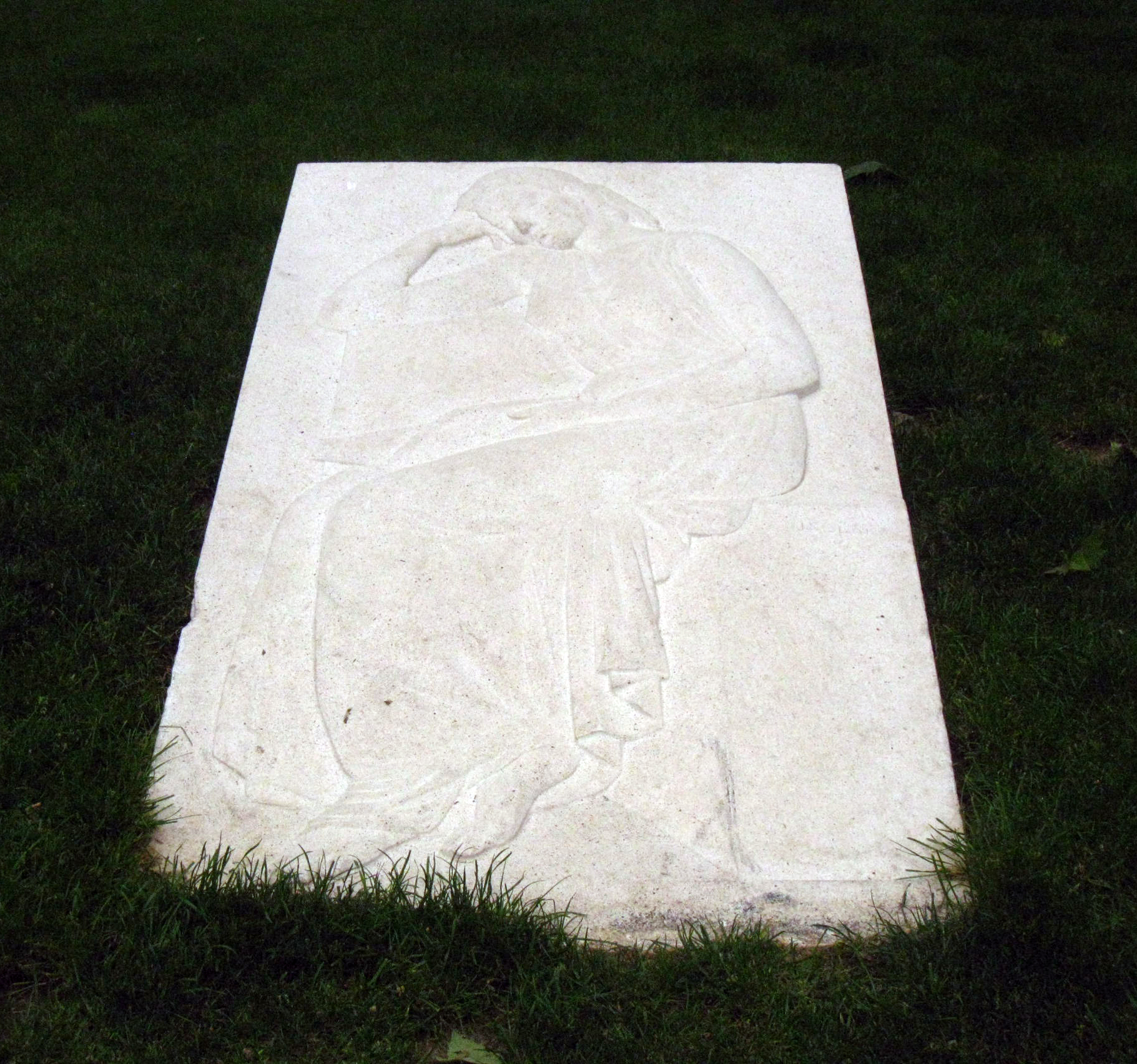
La Lectura. A Pompeu Fabra (1948), de Josep Clarà
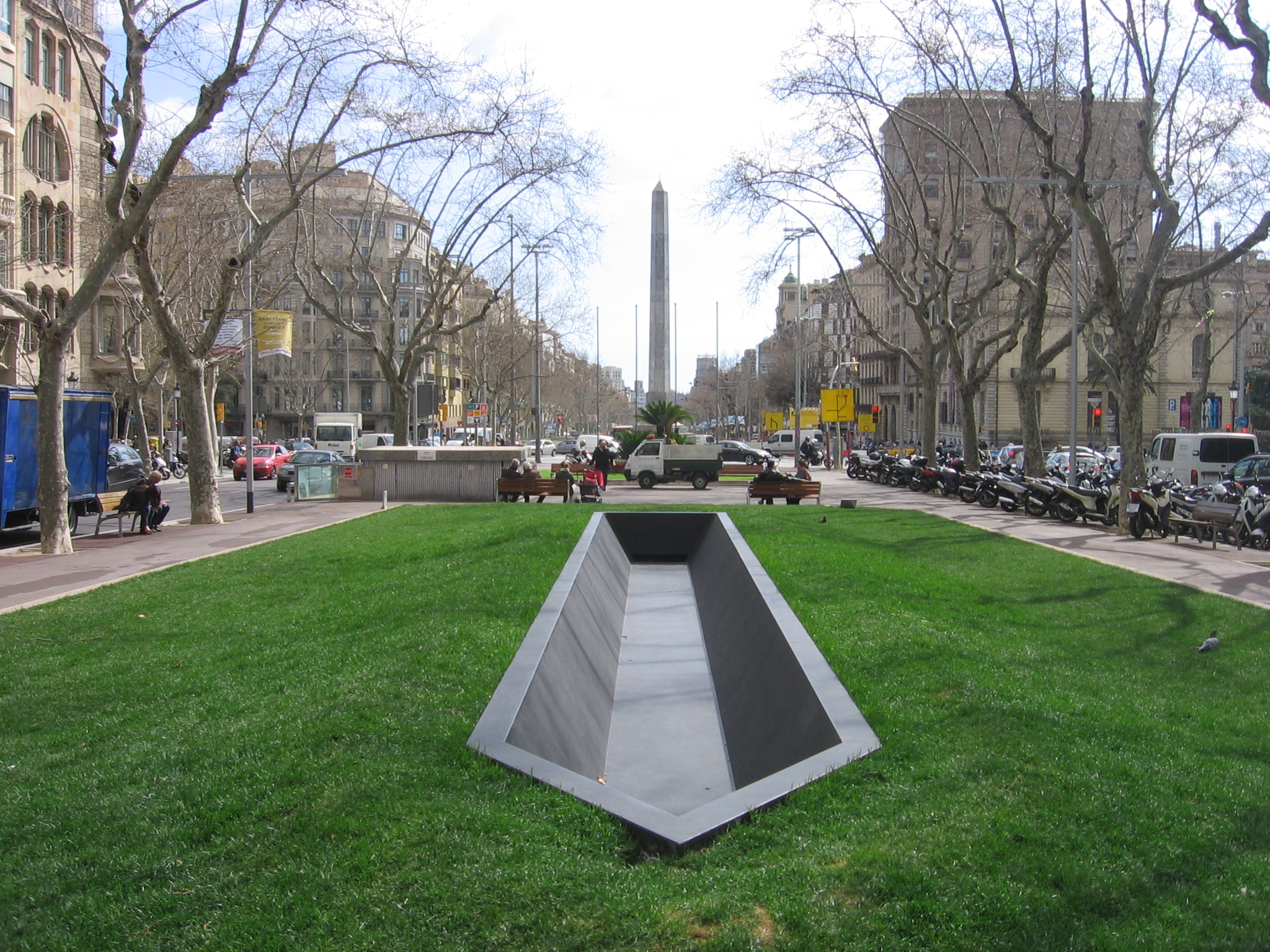
Solc. A Salvador Espriu (2014), de Frederic Amat
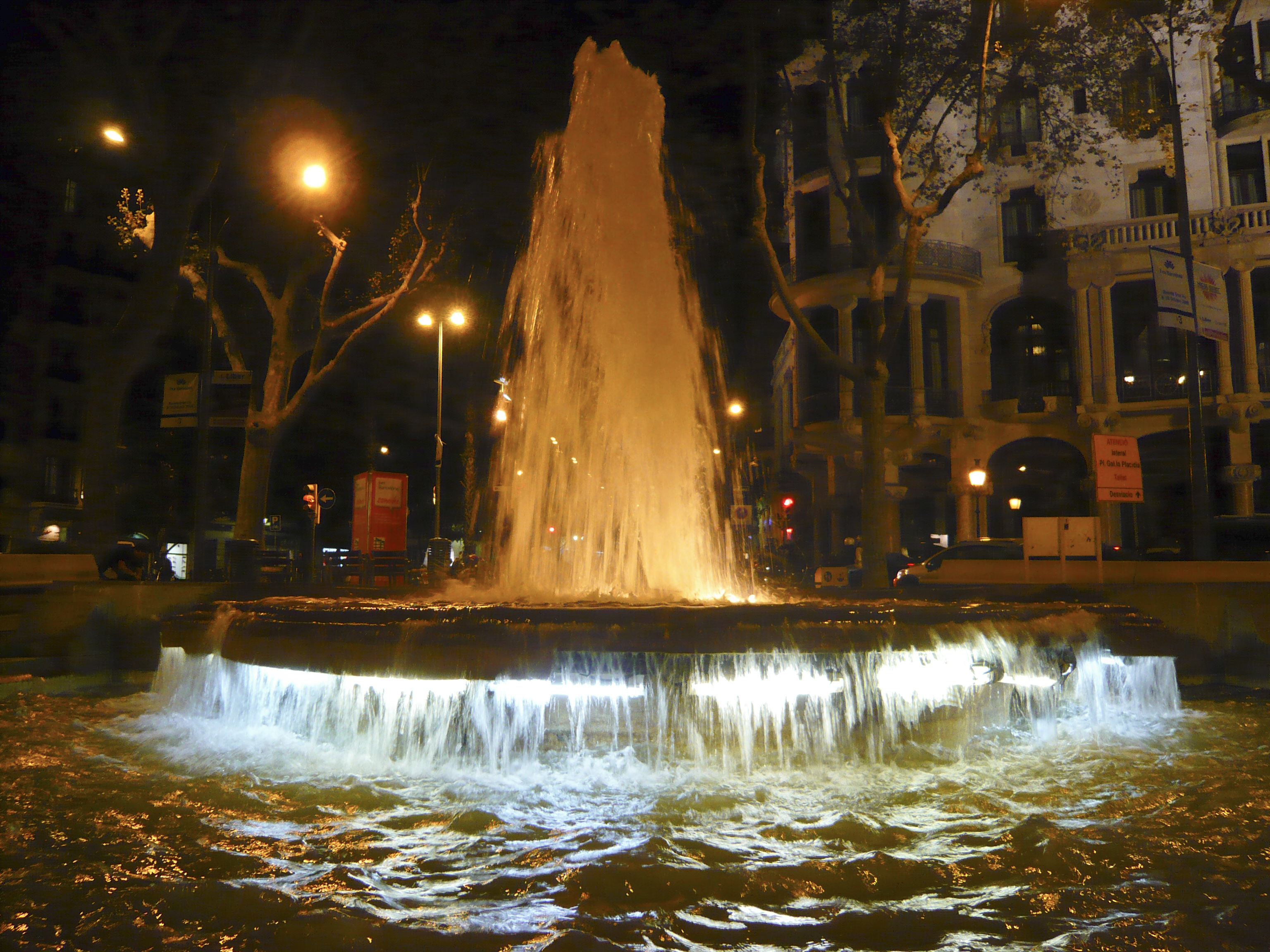
La font, de nit